# 아이스 스파이스
아이시스 나이자 가스턴(Isis Naija Gaston, 2000년 1월 1일~)은 예명 아이스 스파이스(Ice Spice)로 더 잘 알려진 미국의 래퍼이다. 2023년에 데뷔 EP Like..?를 발매했고, 여기에 싱글 "Princess Diana"가 수록되었다. 같은 해에 합작 싱글 "Boy's a Liar Pt. 2", "Karma", "Barbie World"를 발매했고, 세 곡 모두 빌보드 핫 100 10위 안에 들었다. 2024년 그래미 어워드 최우수 신인 아티스트 후보에 올랐다.

## 생애 및 학력
아이시스 나이자 가스턴은 2000년 1월 1일에 브롱크스에서 태어났다. 나이지리아인과 도미니카 공화국인 혼혈이다. 부모가 2살 때 이혼했고, 형제자매 5명이 있다.
고등학교 1학년 때 아이스 스파이스를 예명으로 정했다. 휴대폰 노트에 가사를 쓰고 인스트루멘탈 위에서 랩을 했다. 뉴욕 주립 대학교 퍼체이스에서 커뮤니케이션을 공부하고 배구부에서 활동했으나, 2학년 때 자퇴했다.

## 경력

### 2021-2022: 경력 초기
아이스 스파이스는 2021년에 데뷔 싱글 "Bully Freestyle"을 발매했다. 대학교에서 프로듀서 라이엇USA를 알게 된 후 진지하게 랩을 하기 시작했다.
2022년에 싱글 "Munch (Feelin' U)"를 발매했다. 드레이크가 사운드 42 라디오에서 이를 틀자 노래는 인기를 얻었다. 이후 10K 프로젝트와 계약했다.

### 2023-현재:Like..?
2023년 1월에 데뷔 EP Like..?를 발매했다. 수록곡 "Gangsta Boo"는 빌보드 핫 100 82위를 기록하며 그의 첫 차트인 노래가 되었다. 2월에 핑크팬서리스와 함께 "Boy's a Liar Pt. 2"를 발매했고, 이는 핫 100 3위를 기록했다. 4월에 니키 미나즈와 함께 "Princess Diana"를 발매했고, 이는 핫 100 4위를 기록했다. 5월에 테일러 스위프트의 "Karma"에 피처링했다. 노래가 핫 100 2위를 기록하자 아이스 스파이스는 2023년에 가장 많은 탑 5 노래를 가진 아티스트가 되었다. 6월에 니키 미나즈와 함께 "Barbie World"를 발매했고, 이는 핫 100 7위를 기록했다. 9월에 MTV 비디오 뮤직 어워드에서 최우수 신인 아티스트를 수상했다. 2024년 그래미 어워드 4개 부문 후보에 올랐고, 포브스 30 언더 30 음악 부문에 선정되었다.

## 예술성
아이스 스파이스의 음악은 주로 브롱크스 드릴이다. 그는 가사가 "매우 단순"하고 "소화가능"한 것을 선호한다고 밝혔다.
그의 초기 음악은 셰프 G, 슬리피 할로, 팝 스모크에서 영감을 얻었고, 카디비와 니키 미나즈의 영향을 받았다.

## 사생활
아이스 스파이스는 양성애자이다.

## 음반 목록

### 정규 음반
- Y2K! (2024)

### EP
- Like..? (2023)

## 수상 및 후보
| 시상식                     | 연도 | 후보                                          | 부문                                | 결과 | 각주   |
| -------------------------- | ---- | --------------------------------------------- | ----------------------------------- | ---- | ------ |
| BET 어워드                 | 2023 | 본인                                          | 최우수 여성 힙합 아티스트           | 후보 | [ 18 ] |
| BET 어워드                 | 2023 | 본인                                          | 최우수 신인 아티스트                | 후보 | [ 18 ] |
| BET 어워드                 | 2023 | "Boy's a Liar Pt. 2" (핑크팬서리스와 함께)    | 최우수 콜라보레이션                 | 후보 | [ 18 ] |
| BET 어워드                 | 2023 | "Boy's a Liar Pt. 2" (핑크팬서리스와 함께)    | BET 허                              | 후보 | [ 18 ] |
| BET 힙합 어워드            | 2023 | "Princess Diana" (니키 미나즈와 함께)         | 최우수 콜라보레이션                 | 후보 | [ 19 ] |
| BET 힙합 어워드            | 2023 | 본인                                          | 최우수 신인 힙합 아티스트           | 수상 | [ 19 ] |
| 빌보드 뮤직 어워드         | 2023 | 본인                                          | 탑 신인 아티스트                    | 후보 | [ 20 ] |
| 빌보드 뮤직 어워드         | 2023 | 본인                                          | 탑 랩 여성 아티스트                 | 후보 | [ 20 ] |
| 빌보드 우먼 인 뮤직        | 2024 | 본인                                          | 히트메이커 어워드                   | 수상 | [ 21 ] |
| 그래미 어워드              | 2024 | 본인                                          | 최우수 신인 아티스트                | 후보 | [ 22 ] |
| 그래미 어워드              | 2024 | "Karma" (테일러 스위프트 ft. 아이스 스파이스) | 최우수 팝 듀오/그룹 퍼포먼스        | 후보 | [ 22 ] |
| 그래미 어워드              | 2024 | "Barbie World" (니키 미나즈와 함께)           | 최우수 랩 노래                      | 후보 | [ 22 ] |
| 그래미 어워드              | 2024 | "Barbie World" (니키 미나즈와 함께)           | 최우수 시각 미디어를 위해 쓰인 노래 | 후보 | [ 22 ] |
| 아이하트라디오 뮤직 어워드 | 2024 | "Barbie World" (니키 미나즈와 함께)           | 최우수 콜라보레이션                 | 후보 | [ 23 ] |
| 아이하트라디오 뮤직 어워드 | 2024 | "Boy's a Liar Pt. 2"                          | 최우수 콜라보레이션                 | 후보 | [ 23 ] |
| 아이하트라디오 뮤직 어워드 | 2024 | "Boy's a Liar Pt. 2"                          | 올해의 틱톡 노래                    | 후보 | [ 23 ] |
| 아이하트라디오 뮤직 어워드 | 2024 | 본인                                          | 최우수 신인 힙합 아티스트           | 수상 | [ 23 ] |
| MOBO 어워드                | 2024 | 본인                                          | 최우수 외국인 아티스트              | 후보 | [ 24 ] |
| MOBO 어워드                | 2024 | "Boy's a Liar Pt. 2"                          | 올해의 노래                         | 후보 | [ 24 ] |
| MTV 유럽 뮤직 어워드       | 2023 | "Boy's a Liar Pt. 2"                          | 최우수 콜라보레이션                 | 후보 | [ 25 ] |
| MTV 유럽 뮤직 어워드       | 2023 | 본인                                          | 최우수 신인                         | 후보 | [ 25 ] |
| MTV 유럽 뮤직 어워드       | 2023 | 본인                                          | 최우수 푸시                         | 후보 | [ 25 ] |
| MTV 비디오 뮤직 어워드     | 2023 | 본인                                          | 최우수 신인 아티스트                | 수상 | [ 26 ] |
| MTV 비디오 뮤직 어워드     | 2023 | "Princess Diana"                              | 올해의 푸시 퍼포먼스                | 후보 | [ 26 ] |
| MTV 비디오 뮤직 어워드     | 2023 | "Barbie World"                                | 여름의 노래                         | 후보 | [ 26 ] |
| MTV 비디오 뮤직 어워드     | 2023 | "Karma"                                       | 여름의 노래                         | 후보 | [ 26 ] |
| 피플스 초이스 어워드       | 2024 | 본인                                          | 올해의 신인 아티스트                | 수상 | [ 27 ] |
| 피플스 초이스 어워드       | 2024 | "Barbie World"                                | 올해의 콜라보레이션 노래            | 수상 | [ 27 ] |
| 소울 트레인 뮤직 어워드    | 2023 | "Boy's a Liar Pt. 2"                          | 최우수 콜라보레이션                 | 후보 | [ 28 ] |
| 소울 트레인 뮤직 어워드    | 2023 | "Boy's a Liar Pt. 2"                          | 올해의 비디오                       | 후보 | [ 28 ] |
| 스트리미 어워드            | 2023 | "Boy's a Liar Pt. 2"                          | 올해의 사운드                       | 후보 | [ 29 ] |
| 스트리미 어워드            | 2023 | "In Ha Mood"                                  | 올해의 사운드                       | 후보 | [ 29 ] |